# Metabiantes barbertonensis
Metabiantes barbertonensis – gatunek kosarza z podrzędu Laniatores i rodziny Biantidae.